# Horný Kalník
Horný Kalník (hongrois : Felsőkálnok) est un village de Slovaquie situé dans la région de Žilina.

## Histoire
La première mention écrite du village date de 1375.

## Démographie

### Évolution de la population
| Année:               | 1994. | 2004. | 2014.    | 2024.    |
| -------------------- | ----- | ----- | -------- | -------- |
| Nombre de personnes: | 120   | 156   | 176      | 197      |
| Différence:          |       | +30 % | +12,82 % | +11,93 % |

| Année:               | 2023. | 2024.   |
| -------------------- | ----- | ------- |
| Nombre de personnes: | 190   | 197     |
| Différence:          |       | +3,68 % |